# 伊賀氏理
伊賀 氏理（いが うじさと）は、江戸時代後期（幕末）の土佐藩の重臣。11代宿毛領主で、領主時代の名は山内氏理。

## 略歴
文化14年（1817年）、10代宿毛領主・山内氏固の長男として宿毛にて誕生した。
安政3年（1856年）、父の隠居により家督を相続する。文久元年（1861年）、側役に岩村通俊を登用する。文久2年（1862年）、竹内綱を目付に登用し、地震被害の復旧や海防強化の費用負担で窮乏した財政再建を行わせた。文久4年（1864年）、16代藩主・山内豊範より奉行職を命じられる。慶応3年（1867年）、郷校日新館を設置する。
明治元年（1868年）、嫡男の氏成（陽太郎）を戊辰戦争に出陣させる。明治2年（1869年）、版籍奉還に伴い高知に移住し、遠祖の伊賀姓に改める。これにより、初代山内可氏以来、269年に及ぶ宿毛山内（安藤）家の宿毛統治が終焉した。明治4年（1871年）、東京に移住する。
明治22年（1889年）5月27日、死去。享年72。

## 系譜
- 父：山内氏固
- 母：山内林高の娘
- 室：山内豊著の娘・遊稀
- 義弟：山内容堂
- 子：山内氏成（伊賀陽太郎）